# لاين كامبل (لاعب كريكت)
لاين كامبل (5 فبراير 1928 في المملكة المتحدة - 31 مايو 2015 في نيوزيلندا) (بالإنجليزية: Iain Campbell)‏ هو لاعب كريكت بريطاني. لعب مع Kent County Cricket Club ‏ ونادي الكريكت في جامعة أكسفورد ‏.

## وصلات خارجية
- لاين كامبل على موقع إي آس بي آن كريك إنفو (الإنجليزية)